# 鳳凰衛視資訊台
鳳凰衛視資訊台（英語：Phoenix Infonews Channel）是鳳凰衛視全日24小時播放來自全球各地時事新聞與財經資訊的华语频道，亦為鳳凰衛視第四條頻道，於2000年12月8日开始试播，并于2001年1月1日公曆新年香港时间午夜0點0分0秒正式开播:175，重點在兩岸以至全球華人地區的新聞資訊報道及评论，2003年在中國大陸落地。2013年7月1日开始高清标清同播，2014年1月1日起高清标清同步16:9播出。
另外，凤凰卫视资讯台会在每晚20点档《凤凰正点播报》开始前播放中华人民共和国国歌，播放版本与香港电视台主流频道一致。2022年改版後，網路直播已沒有國歌播放橋段。

## 历史
2000年12月8日，凤凰卫视资讯台开始试播，并通过亚洲三号S卫星向亚洲播出。:175
2000年12月31日跨年除夕夜香港時間下午4點至2001年1月1日公曆新年香港時間凌晨2點，鳳凰衛視中文台及鳳凰衛視資訊台并机播出10小时特别节目《新世纪》。
凤凰卫视资讯台于2001年1月1日公曆新年香港时间午夜正式开播，仪式时首个节目为《凤凰正点播报》。凤凰卫视各節目開播前播放的頻道形象短片固定使用張妙陽的旁白「您正在收看的是凤凰卫视资讯台」（至2021年12月31日）。
2022年1月1日公曆新年香港时间午夜1点0分0秒，鳳凰衛視中文台和資訊台统一以蓝色背景金色凤凰的包装，新闻时段统一片头画面，但四档“新闻快车”仍保留原先的开场音乐。原有黄色跑马字幕及右侧蓝色股市例已被取消，改为红色资讯栏上下滚动。鳳凰衛視各節目全新前播放的頻道形象短片固定使用張妙陽的旁白「您正在收看的是鳳凰衛視」。

## 覆盖
鳳凰衛視資訊台於亞洲3號S衛星通過C波段向整個亞洲、澳洲及非洲北部廣播，以數碼制式的DVB-S調制及MPEG-2編碼，香港部分大廈使用衛星電視共用天線系統將訊號轉為PAL制式模擬信號供住戶收看。2002年2月，进入香港有线电视收费网络。
中国国际电视总公司境外卫星代理部接收凤凰卫视资讯台信号，通过亚太6号通信卫星（东经134度）发射KU波段信号。该服务一般提供给中國大陆境內三星级或以上的涉外宾馆酒店、外国人居住区、领事馆及大使馆。部分中國大陆城市（如北京）更可以在有线电视上免费或额外付费观看。
在北美地区收费电视平台，亦会看到当地电视转播机构屏蔽凤凰卫视资讯台原有广告、并插播当地的中文商业广告。

## 節目

### 新聞播報和天气预报
- 《鳳凰洲際快車》（Phoenix Midnight Express）：每天 00:00-01:00（與鳳凰衛視中文台同步播出）。
- 《鳳凰早班車》（Phoenix Morning Express）：每天 07:00-09:00（與鳳凰衛視中文台同步播出）。
- 《鳳凰午間專列》（Phoenix Midday Express）：每天12:00-13:00（與鳳凰衛視中文台同步播出）。
- 《鳳凰正點播報》（News On The Hour）：每日01:00-01:30、05:00-05:30、10:00-10:30；
星期一03:00-03:30、09:00-09:15、11:00-11:25、13:00-13:15、14:00-14:55、15:00-16:45、17:00-17:30；
周二至周五03:00-03:30、09:00-09:30、11:00-11:50、13:00-13:15、14:00-14:55、15:00-16:45、17:00-17:30；
星期六09:00-09:30、11:00-11:45、13:00-13:15、14:00-14:30、15:00-15:30、17:00-17:15、23:00-23:15；
星期日09:00-09:30、11:00-11:30、13:00-13:30、14:00-14:30、15:00-15:30、17:00-17:15、23:00-23:15。
- 《时事直通车》（Phoenix Evening Express）：每天21:00-22:00（與鳳凰衛視中文台同步播出）。
- 《鳳凰焦點新聞》（Phoenix Focus）：每日18:00-18:30、20:00-20:30、平日23:00-23:15、周末22:25-22:29。
- 《鳳凰氣象站》（Phoenix Weather Report）：在《凤凰早班车》最后及《时事直通车》最后另有播出主持版本。
- 《海洋預報》（Ocean Forecast）：每日14:29及22:29。
- 《新聞看板》（News Bulletin）：平日11:30、14:30、16:30、18:30、20:30、21:58、22:30，每节时长1分30秒。
- 《突发事件直播》（Breaking News）：在突发事件时段播出。
- 《焦点直播》（Live Focus）：在焦点事件时段播出。

### 財經
- 《子夜財經》（Midnight Finance Express）：作为《凤凰洲际快车》的一个环节播出。
- 《晨早財經》（Morning Financial News）：作为《凤凰早班车》的一个环节播出。
- 《午间財經》（Noontime Financial News）：作为《凤凰午间專列》的一个环节播出。
- 《金石财经》（Financial Journal）：首播：平日17:30-18:00。重播：周二至周六01:30-02:00及09:30-10:00。
- 《凤凰财经日报》（Phoenix Financial Daily Report）：首播：平日20:31-21:00。重播：周二至周六02:30-03:00。
- 《财智菁英汇》（Elite Converge）：首播：星期六12:30-13:00。重播：星期六20:30-21:00及星期日00:30-01:00。
- 《中国深度财经》（China Financial Intelligence）：首播：星期六21:40-22:25。重播：星期日17:15-18:00及星期一08:15-09:00。
- 《大政商道》（Approaches to Politics & Business）：首播：星期日12:30-13:00。重播：星期日20:30-21:00及星期一00:30-01:00。

### 评论
- 《新闻今日谈》（News Talk）：首播：每日18:30-19:00。重播：每日22:30-23:00及05:30-06:00。
- 《华闻大直播》（China News Live）：首播：平日19:00-19:45、周末19:00-19:15。重播：周二至周六08:00-08:45、周日至周一08:00-08:15。
- 《总编辑时间》（Time of Chief-Editor）：首播：平日22:00-22:30。重播：平日23:30-00:00、周二至周六03:30-04:00及10:30-11:00。
- 《周末龙门阵》（Weekend Hot Talk）：首播：星期六17:15-18:00。重播：星期日21:40-22:25、星期一04:00-04:45及13:15-14:00。（于2022年1月随凤凰卫视改版而停播）
- 《台湾一周重点》（Taiwan Weekly Focus）：首播：星期六19:15-20:00。重播：星期日04:15-05:00及08:15-09:00。
- 《问答神州》（Mainland Q & A）：首播：星期日16:30-17:00。重播：星期日23:30-00:00及星期一11:30-12:00。
- 《大新闻大历史》（News Time）：首播：星期日19:15-20:00。重播：星期一01:30-02:15及09:15-10:00。

### 时事专题
- 《记者再报告》（Journalist on the Spot）：首播：星期六15:30-16:00。重播：星期日06:30-07:00、10:30-11:00。
- 《香港新視點》（Hong Kong Perspectives）：凤凰卫视香港台制作，以粤语播出。首播：星期六16:30-17:00。重播：星期日02:30-03:00、11:30-12:00及14:30-15:00。

### 其他节目
•  《一带一路大畅想》：首播：平日12:30-13:00。重播：周二至周六00:30-01:00及06:30-07:00。
- 《领航者》：首播：星期一10:30-11:00；重播：星期日15:30-16:00。
- 《筑梦天下》（Architecture's Dream）：星期日13:30-14:00。
- 《英闻解码》（Decoding News Terms）：首播：星期一11:25-11:30，星期二至星期五11:50-11:55；重播：星期一至星期五14:55-14:58、20:26-20:28，星期二至星期六3:27-3:30，星期六11:45-12:00（精编合成版），星期日23:15-23:30（精编合成版）。

## 記者（中文台／資訊台）
- 梁華
- 全荃（兼主播）
- 王春雨（兼大夜班主播；前鳳凰URadio主持）
- 刘睿（兼大夜班主播）
- 黃芷淵
- 紀思清
- 陳萁蔓
- 王峰（兼主播）
- 潘玥
- 金小菲
- 韓盛偉（前鳳凰URadio主持）
- 羅羽鳴（中國組駐廣州記者）
- 張慧（中國組駐廣州記者）
- 馬騁（中國組駐廣州記者）
- 陳鉞（中國組駐廣州記者）

註：部分記者會兼以粵語於香港台作報導。

## 外部連結
- 鳳凰衛視官方网站 （页面存档备份，存于）